# گیسه فریرا
گیسه فریرا (انگلیسی: Geyse Ferreira؛ زادهٔ ۲۷ مارس ۱۹۹۸) بازیکن فوتبال اهل برزیل است.
از باشگاه‌هایی که در آن بازی کرده‌است می‌توان به باشگاه فوتبال کورینتیانس اشاره کرد.
وی همچنین در تیم‌های ملی فوتبال Brazil women's national under-20 football team و زنان برزیل بازی کرده‌است.